# Kudzanai-Violet Hwami
Kudzanai-Violet Hwami, nacida en el distrito de Gutu en Zimbabue en 1993, es una pintora zimbabuense. Cuestiona el género y la representación del cuerpo negro. Vive y trabaja en el Reino Unido.

## Biografía
Kudzanai-Violet Hwami  nació en 1993 en Zimbawe, vivió en Sudáfrica de los  9 a 17 años. En 2016 obtuvo una licenciatura en el Colegio Wimbledon de Artes. Se dedica a la pintura al óleo. Integra otras técnicas en sus pinturas, como serigrafía, pastel, carboncillo, collage.
Trabaja en la representación del cuerpo negro tomando retratos de la década de 1970 en los que modelos africanas posan frente a fondos de colores vivos y vibrantes. Se pone en escena y también hace los retratos de sus familiares.
En 2017 expuso sus obras en la Tyburn Gallery, al sur de Londres. En Francia, está presente en 2018 en los Ateliers de Rennes, en Triangle France ubicado en el páramo de Belle de Mai, en el Espace Art Absolument de París y en la Fundación Clément de Martinica. En 2019, Kudzanai-Violet Hwami estuvo presente en la 58a Bienal de Venecia en el pabellón de Zimbabue